# Dicranomyia melanacaena
Dicranomyia melanacaena là một loài ruồi trong họ Limoniidae. Chúng phân bố ở miền Cổ bắc.